# Gherusia
La gherusìa o gerusia (in greco antico: γερουσία?, gerousía) in età omerica era il consiglio degli anziani (i gheronti, γέροντες), che assisteva e deliberava con i re. In età classica si conservò nelle città a regime aristocratico, la più nota delle quali era a Sparta. Presente anche a Cartagine e, con funzioni variabili, in Asia Minore, nelle isole Egee e in Tracia.

## La gherusia a Sparta

### Storia
La gherusia era composta complessivamente da 30 membri: 28 erano gerontes, spartiati ultrasessantenni eletti a vita dall'apella (assemblea che riuniva tutti gli spartiati maschi di oltre trent'anni) per acclamazione, mentre i restanti due erano i re di Sparta (la diarchia era un'istituzione tipicamente spartana). Secondo il racconto di Plutarco, i candidati alla gherusia erano portati individualmente o a piccoli gruppi davanti all'assemblea, senza essere presentati; per ogni candidato si registrava il livello di acclamazione e coloro che erano applauditi con maggior entusiasmo risultavano eletti. Teoricamente tutti gli spartiati (cittadini di pieno diritto) erano potenzialmente eleggibili alla carica di geronte ma nella prassi abituale le famiglie aristocratiche riuscivano ad influenzare l'elezione a tale importante carica.
La gherusia rappresentava in età classica (V-IV secolo a.C.) gli interessi delle famiglie aristocratiche spartane e si poneva dunque a metà fra il potere dei due re, i quali miravano a instaurare poteri tirannici, e l'apella, ossia l'assemblea popolare, che invece era portavoce di interessi democratici. A partire dalla metà del VI secolo a.C. emerse la magistratura dell'eforato: l'ascesa di questa istituzione vide il contemporaneo progressivo svuotamento di poteri dei due re.

### Funzione
La gherusia svolgeva a Sparta sia funzioni legislative che giudiziarie. Secondo quanto tramanda la grande Rhetra, le proposte legislative della gherusia dovevano essere sottoposte all'apella perché le ratificasse per acclamazione; viceversa, la gherusia poteva annullare le deliberazioni dell'appella se riteneva che queste distorcessero le proposte iniziali, anche se forse questo veto non si applicava a deliberazioni sulla guerra e la pace. Per quanto riguarda le funzioni giudiziarie, la gherusia poteva avocare i processi di maggiore importanza, ossia quelli riguardanti delitti punibili con la morte, l'esilio o l'atimia, ossia la perdita dei diritti di cittadino. Anche i re potevano essere giudicati dalla gherusia: tra gli anni Novanta del V secolo a.C. ed il 378 a.C. almeno sette re dovettero difendersi davanti alla gherusia, tra cui Plistoanatte.

## La gherusia a Cartagine
A Cartagine era il nome, in ambito ellenistico, del consiglio di 300 anziani nominati a vita. In ambito romano era altresì noto come Senato. Era suddiviso in un consiglio ristretto di 30 membri. I due consigli, convocati dai due sufeti, prendevano le maggiori deliberazioni. Tra i suoi membri si sceglievano coloro che dovevano giudicare l’operato dei magistrati.
Anche se i membri della Gerusia erano teoricamente eletti dal popolo tra chi avesse raggiunto una certa età e avessero un censo sufficiente, de facto erano eletti solo coloro che erano stati già stati magistrati.